# Pale (ort i Indien)
Pale är en ort i Indien. Den ligger i distriktet South Goa och delstaten Goa, i den sydvästra delen av landet, 1 500 km söder om huvudstaden New Delhi. Pale ligger 10 meter över havet och antalet invånare är 5 706.
Terrängen runt Pale är platt. Havet är nära Pale åt sydväst. Runt Pale är det mycket tätbefolkat, med 1 221 invånare per kvadratkilometer. Närmaste större samhälle är Vāsco Da Gāma, 7,9 km nordväst om Pale. I omgivningarna runt Pale växer huvudsakligen savannskog.